# الزراعة في السودان
الزراعة في السودان

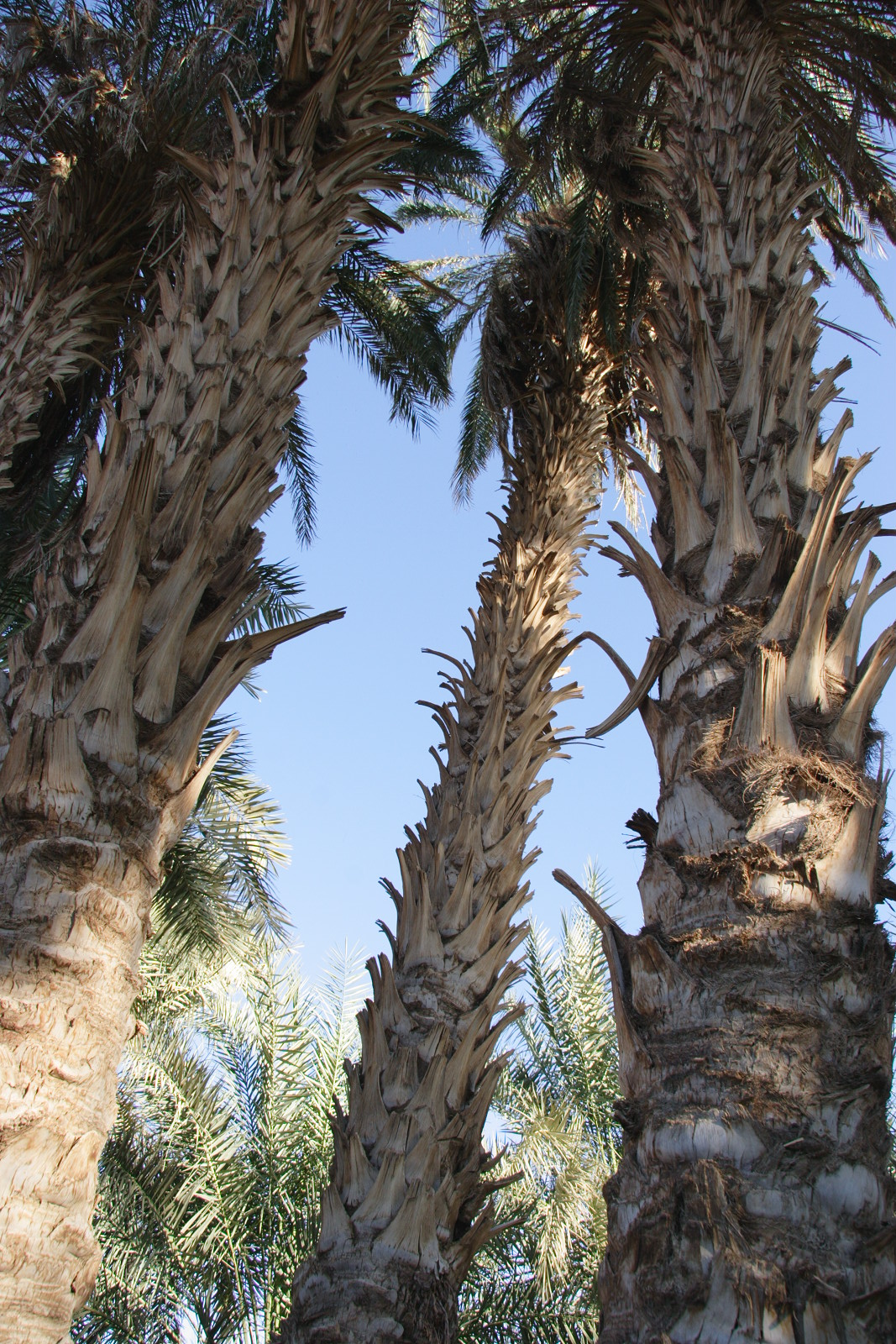
زراعة النخيل (أو إنتاج التمور) كجانب من أهم جوانب الزراعة في دولة السودان

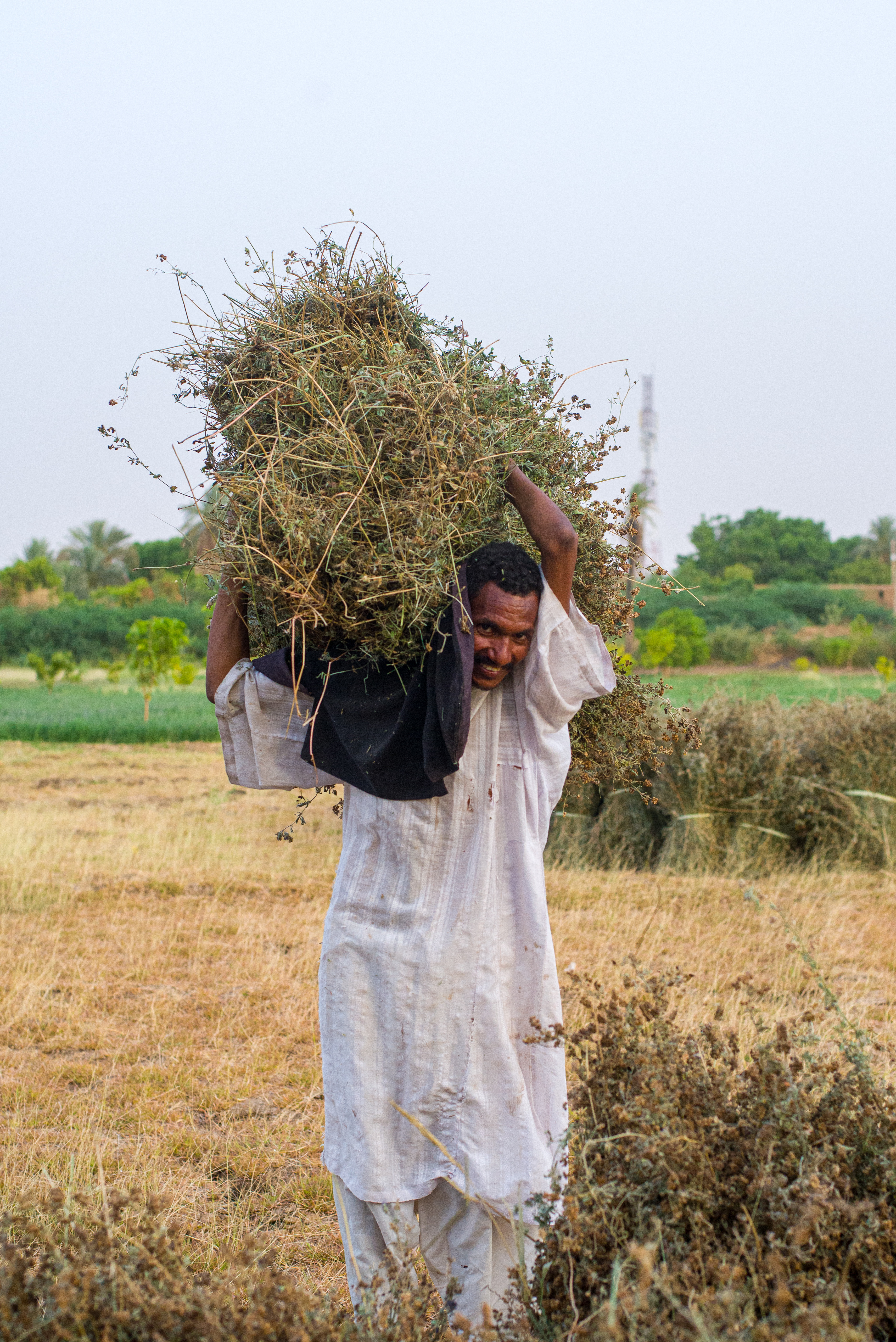
فلاح سوداني

تشكل الزراعة وتربية الماشية من أهم المصادر الرئيسية لكسب العيش في السودان وذلك لنحو أكثر من 62 % من السكان العاملين في أوائل عام 1990 م. ويعتبر السودان واحد من أكبر ثلاث بلدان في القارة أفريقية من حيث المساحة وواحد من أهم بلدان العالم التي تتوافر فيه المياه والأراضي الزراعية الصالحة للزراعة بما يقارب ثلث إجمالي مساحته البالغة 1,886,068 كيلومتر مربع، (728,215 ميل مربع)، مما يجعله «سلة غذاء» عالمية مؤكدة.

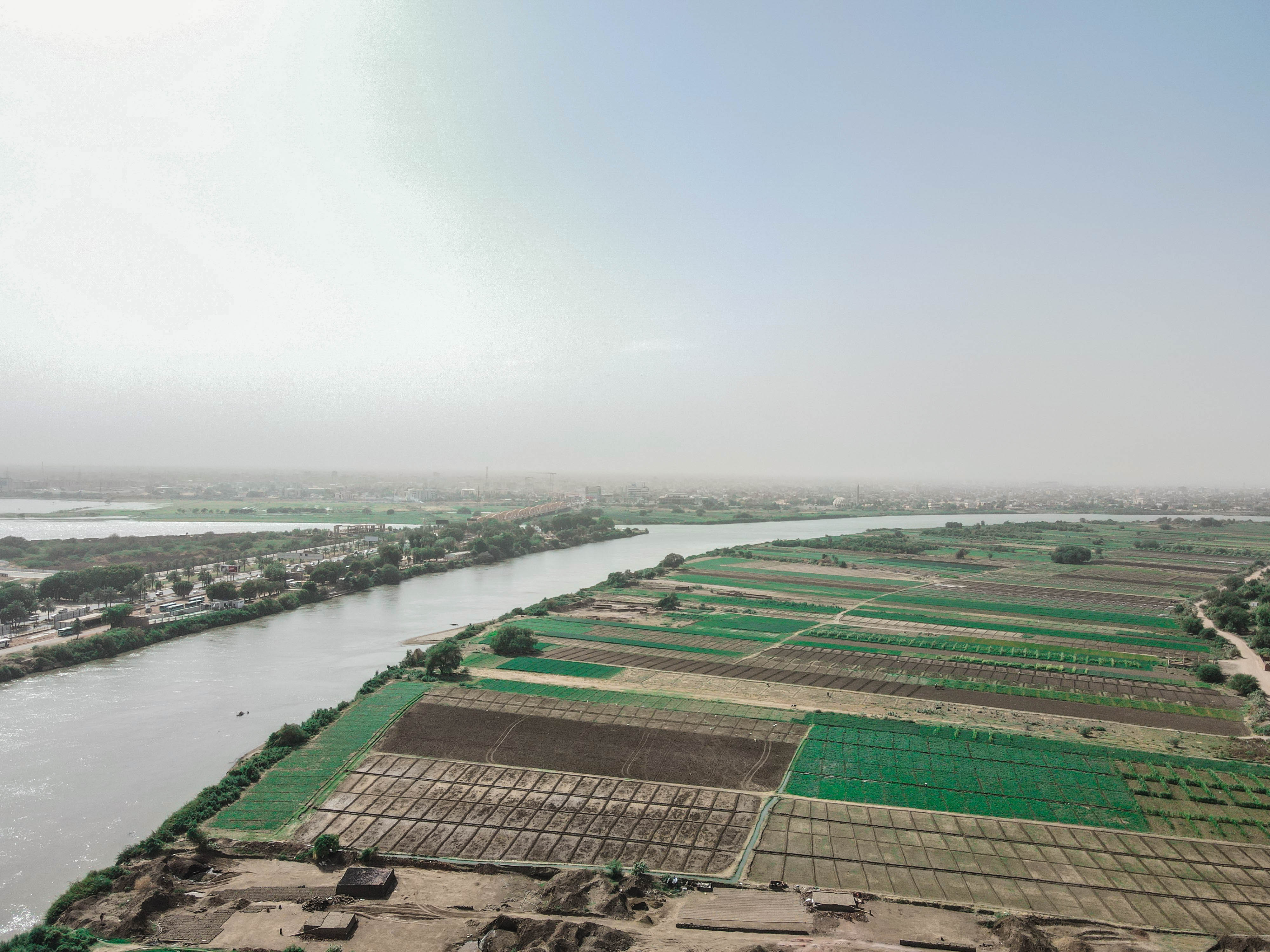

وقدرت مساحة الأراضي الصالحة للزراعة في عام 1998 م، بحوالي 16,900,000 هكتار (41.8 مليون فدان) منها حوالي 1.9 مليون هكتار (4.7 مليون فدان) من الأراضي المروية، خاصة على ضفاف نهر النيل والأنهار الأخرى في شمال البلاد.
ويعتبر القطن من محاصيل التصدير الرئيسية. والسودان هو من أكبر البلدان المنتجة للسمسم في العالم، يأتي ترتيبه الثالث بعد الهند والصين، وهو أيضاً من دول العالم الأكثر إنتاجاً للذرة.

## أنواع الزراعة في السودان

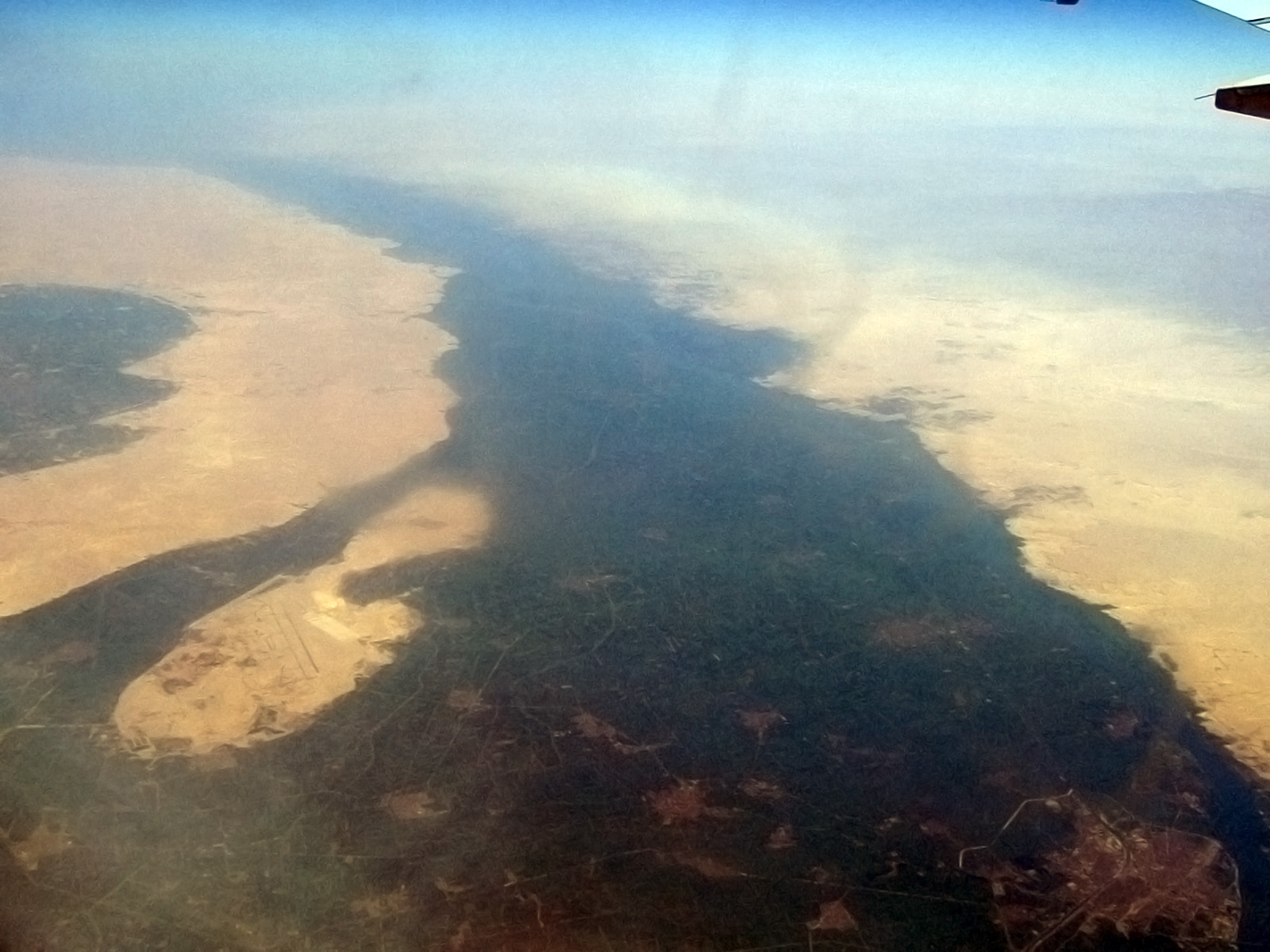
الري من نهر النيل

هناك نوعان رئيسيان للزراعة في السودان، ويعتمد تصنيفها على نوع الريّ أو أسلوب الإنتاج وهي: الزراعة المطرية المعتمدة على تساقطات الأمطار وتغطي حوالي 25% من المساحة المزروعة، والزراعة المروية بالريّ الصناعي (25%) (نهر النيل وروافده) وهذه بدورها تنقسم إلى:
1- زراعة عن طريق الريّ الانسيابي (من السدود والخزانات)
2-زراغة عن طريق الري بالطلمبات (مضخات سحب المياه من النهر) 3-زراعة عن طريق الريّ الفيضي (الأراضي المغمورة بمياه الفيضانات الدورية كما في دلتا نهر القاش
4- الزراعة الآلية أي تلك التي تستخدم الآلة في عميات إنتاجها تمثل (12%)
5- الزراعة التقليدية في أطراف القرى والبوادي بواسطة الأهالي.

### الزراعة المروية

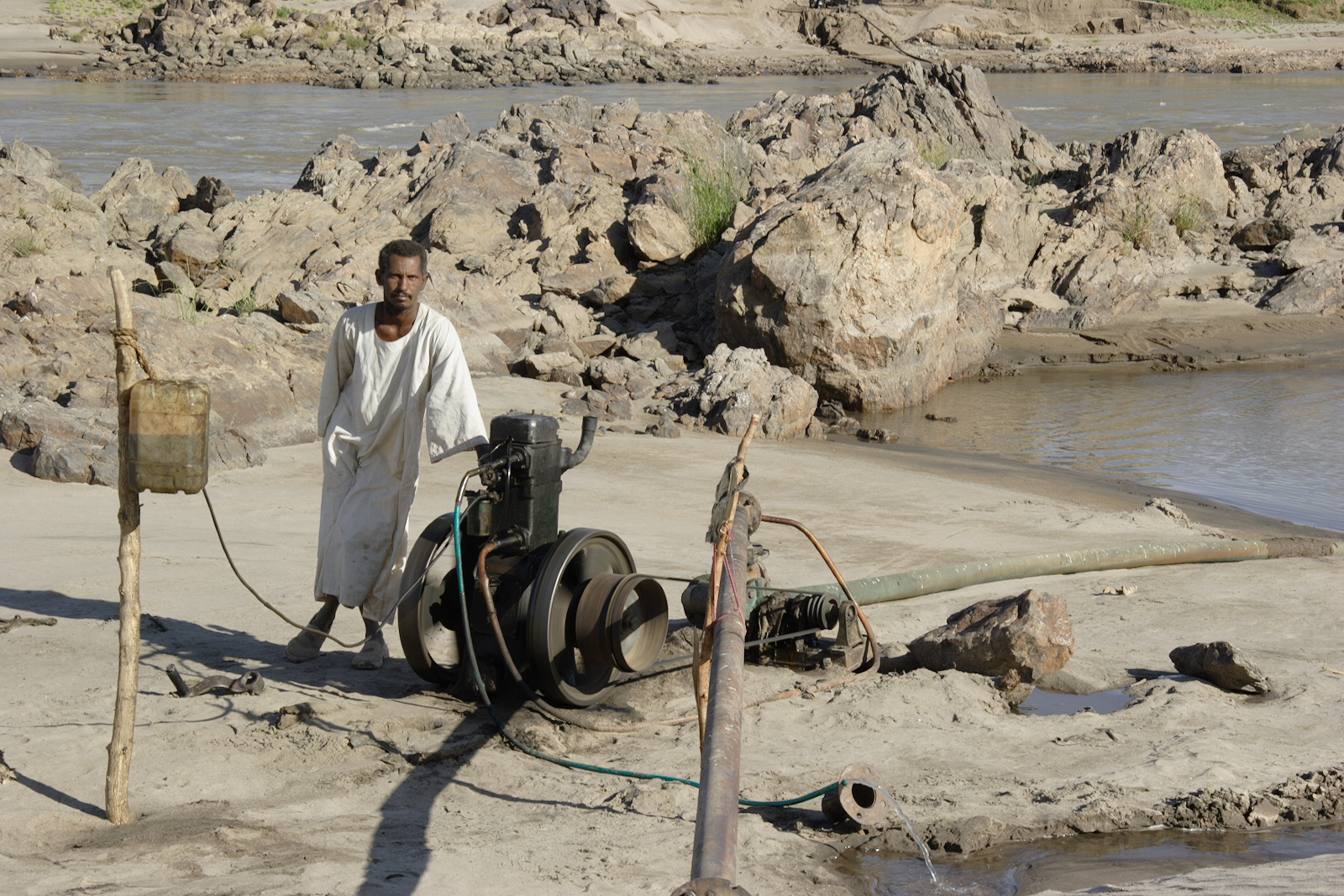
ريّ بالمضخات في دار المناصير الولاية الشمالية

تبلغ مساحتها الحالية 4.5 (مليون فدان) وتشمل مشروع الجزيرة الزراعي الذي تم إنشاؤه في عام 1925 م (ومساحته 2.12 مليون فدان)، ومشروع حلفا الجديدة الزراعي (500 ألف فدان)، ومشروع السوكي الزراعي (115 ألف فدان) ثم مشروع الرهد الزراعي (300 ألف فدان) حيث تمثل هذه المشاريع 60% من جملة الأراضي المروية ويتم ريّها بشكل أساسي من نهر النيل وفروعه بواسطة الري الإنسيابي من السدود أو بواسطة المضخات الرافعة للمياه. وهناك مشاريع الري الإنسيابي وهو الري الذي يتم بغمر الأرض بمياه الفيضانات، كما في مشروع دلتا القاش الزراعي ومشروع دلتا طوكر الزراعي في شرق السودان (ومساحتهما ربع مليون فدان) ومشاريع الضخ من الآبار (750 ألف فدان). وتزرع في هذه المشاريع المروية القطن - وهو المحصول الرئيسي - والذرة والفول السوداني والقمح وقصب السكر وزهرة الشمس الذرة الصفراء والبنجر السكر، بالإضافة إلى المحاصيل البستانية كالخضروات والفاكهة والبقوليات والتوابل وغير ذلك. وتساهم المحاصيل التي تنتجها الزراعة الآلية بحوالي 64% من مساهمة جميع المحاصيل في إجمالي الناتج القومي، ومن المشاكل التي تتعرض لها هذه المشاريع تزايد سقوط الأمطار الصيفية الغزيرة مما يستوجب رفع كفاءة نظم تصريف المياه للتخلص من المياه الزائدة.

#### السدود
السدود التي توفر مياه الرّي الانسيابي في الوقت الحالي هي : سد الروصيرص، وخزان سنار وسد مروي وخزان خشم القربة وهناك مشاريع سدود في قيد التنفيذ مثل مجمع سدي أعالي نهر عطبرة وسيتيت في منطقة الرميلة على نهر عطبرة وبردانة على نهر سيتيت في كل من ولاية كسلا وولاية القضارف على التوالي بهدف إضافة مليون فدان أراض صالحة للزراعة، وتوليد طاقة كهربائية قدرها 320 ميغاواط  بالإضافة إلى سدي الشِرَيْك وكجبار بولايتي نهر النيل والشمالية..

#### مشروع الجزيرة
مشروع الجزيرة هو واحد من مشاريع الري الانسيابي المهمة. تأسس في العام 1925 تحت إدارة الحكم الثنائي للسودان وخصص لزراعة القطن طويل التيلة لمد مصانع الغزل في منطقتي يوركشاير ولانكشير البريطانيتين بحاجتيهما من القطن. ويزرع في الغيط الذي يعرف باسم الحواشة محاصيل نقدية مثل القطن والذرة الرفيعة والفول السوداني وبعض المحاصيل البستانية كالطماطم والبصل والحمص، وأضيف في الآونة الأخيرة محصول القمح الشتوي. يعتبر المشروع واحد من عدد من المشاريع مثل مشروع سندس الزراعي.

### الزراعة المطرية الآلية

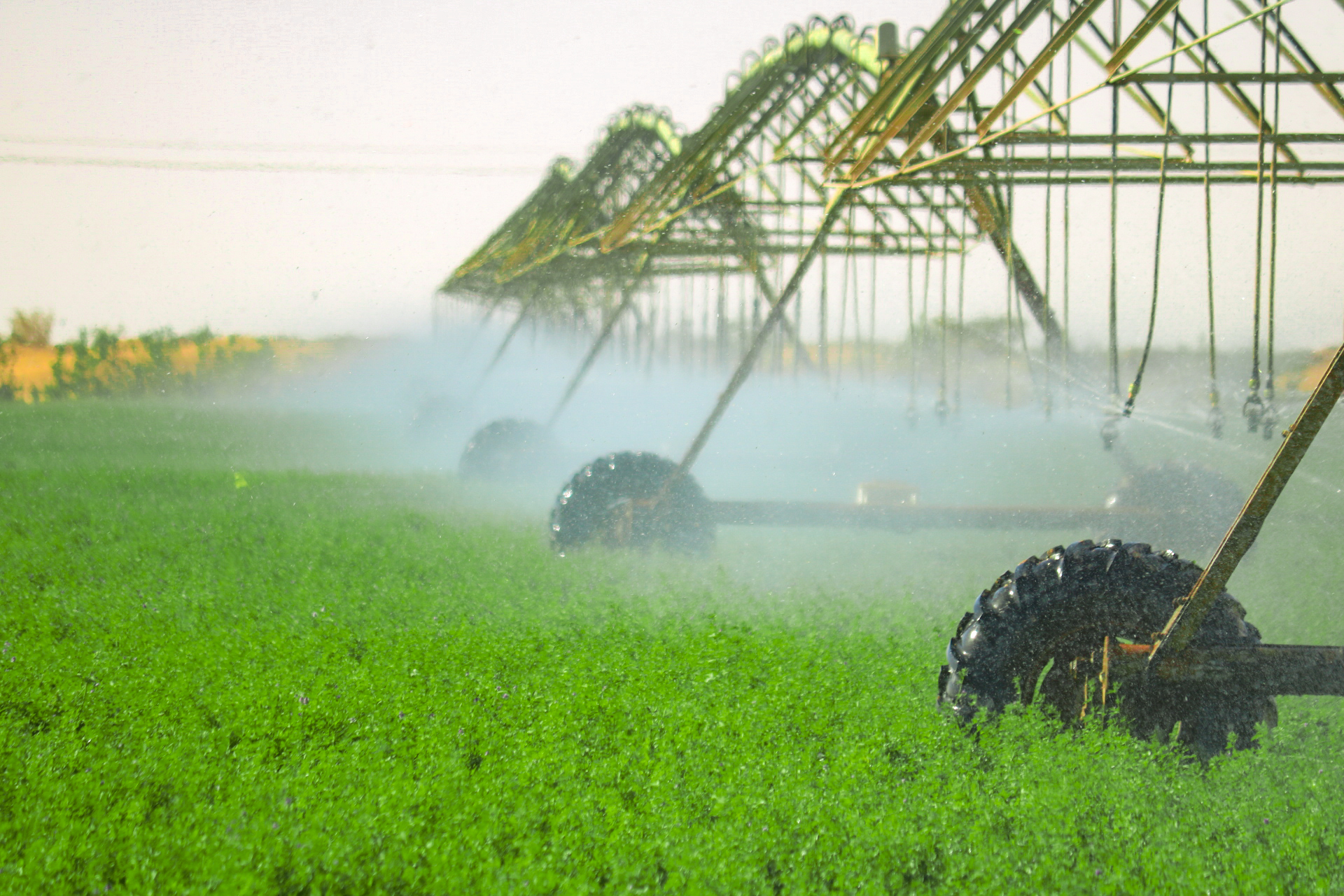
الري باستخدام المحاور الزراعية

عرف السودان المكننة machinazation (أي إدخال آلات المحرك في كافة عمليات الإنتاج الزراعي) منذ عام 1942 / 1943 م، في السهول الطينية الوسطى، حيث توافرت عدة أسباب لتجعل هذا النوع من الزراعة هو الأنسب لهذه السهول منها نوعية التربة الطينية الثقيلة ووفرة المساحات الشاسعة وقلة الأيدى العاملة، وقد تركز الإنتاج في الأراضى الطينية الثقيلة في حزام السافانا الرطب بين خطى عرض 14 و 15 درجة، حيث يتراوح هطول الأمطار بين 400 و 800 مليمتر. بمنطقة القبوب بولاية القضارف بهدف مضاعفة إنتاج الذرة لمقابلة الطلب المتنامي عليها كغذاء رئيسي. وأعقب ذلك توسعاً إبان ستينات القرن الماضي في ولايات القضارف وسنار والنيل الأزرق والنيل الأبيض، وجنوب كردفان وكسلا. وبالرغم في التوسع الكبير في المساحة الذي حدث خلال العقود الثلاثة الأخيرة من القرن الماضي إلا أن حجم الإنتاج اتسم بالتذبذب وضعف الإنتاجية، في حين تقدر المساحة الصالحة للزراعة الآلية حوالي 70 مليون فدان، وفي عام 2011 م بلغ مجموع ما تمت زراعتها من أراض حوالي 14 مليون فدان أي ما يوازي نسبة 20% فقط من الأراضي الصالحة للزراعة. وتأتي الذرة الرفيعة في صدارة محاصيل الزراعة الآلية وذلك بمساحة قدرها 85% من إجمالي المساحة المزروعة، وحوالي 65% من إنتاج الذرة الرفيعة في السودان.، ومن المحاصيل الأخرى السمسم (10% من المساحة المزروعة و 53% من إنتاج السمسم في السودان)، زهرة الشمس، الدخن، القطن (قصير التيلة)، والقوار. من أبرز المشاكل التي تواجه هذا القطاع تذبذب معدلات هطول الأمطار وبالتالي تراجع الإنتاج، كذلك عدم توافر مصادر دائمة لمياه الشرب مما يجعل التواجد البشري فيها موسمياً. ويقوم بالأشراف على معظم عمليات الإنتاج والزراعة والإدارة لهذه المشاريع من قبل وكلاء من المزارعين التقليديين وبأنماط تقليدية، فضلاً عن استخدام الإيدي في بعض عمليات الحصاد بسبب عدم توفر التمويل الكافي لشراء كافة آلات الزراعة والإنتاج 

### الزراعة المطرية التقليدية

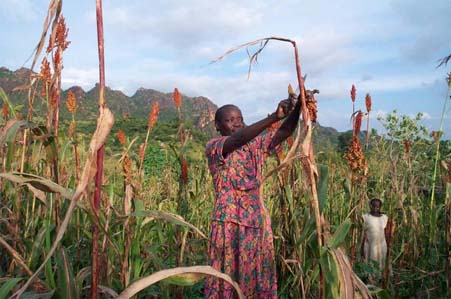
زراعة تقليدية للأهالي بجبال النوبة ولاية جنوب كردفان

وتقدر مساحتها المزروعة بحوالي 23 مليون فدان وتعتمد على المعدات اليدوية والتقاوي المحلية ونمط الزراعة المتنقلة وعدم استخدام الأسمدة مما أدى إلى قلة الإنتاج والإنتاجية. وبالرغم من ذلك فأنها تلعب دوراً كبيراً في توفير الغذاء في المناطق القروية وبإنتاج محاصيل مثل الذرة الرفيعة (11% من إنتاج السودان) والدخن (90 %) والذرة الصفراء والتيلبون، والسمسم (28%) كما تساهم في الصادرات الزراعية بتصدير السمسم والصمغ العربي (كل الإنتاج السوداني و80 % من إنتاج العالم) والفول السوداني والكركديه وحب البطيخ ويتذبذب الإنتاج من موسم لآخر وفقاً لكمية الأمطار وتوزيعها. وتوجد معظم الثروة الحيوانية في السودان متداخلة مع هذا النوع من الزراعة حيث يستفاد من المساحة التي لا تحصد كعلف للماشية وغيرها من الحيوانات.

## تربة السودان
تتكون سهول السودان من أنواع مختلفة من التربة أهمها التربة الرملية في الإقليم الصحراوي وشبه الصحراوي في شمال وغرب السودان، وهي تربة هشة قليلة الخصوبة تستغل في زراعة الدخن والفول السوداني والسمسم والكركديه كما توفر مرعى هاماً للإبل والضأن والماعز، والتربة الطينية في أواسط وشرق السودان، وهي تمثل أهم مناطق زراعة القطن والزراعة الآلية المطرية كما تمثل مصدرا هاماً للمنتجات الغابية، خاصة حطب الوقود والصمغ العربي. ومعظم إنتاج السودان من الذرة، المحصول الغذائي الرئيسي في السودان يتم فوق هذه التربة.

## أراضي السودان الصالحة للزراعة
1. الأراضي الصحراوية: تقدر مساحتها بحوالي 668 ألف كيلومتر مربع، وتتكون من تلال وصخور ورمال. ويقل معدل الأمطار فيها عن 100 مليمتر سنوياً. ويقتصر النشاط الاقتصادي فيها على رعي قطعان الإبل والماعز كما تمارس فيها الزراعة المروية في المناطق المحازية لنهر النيل.
2. الأراضي شبه الصحراوية: تبلغ مساحتها بحوالي 289 ألف كيلومتر مربع وتتكون من صخور ومساحات متعرية. وتتراوح كمية الأمطار فيها بين 100 و 225 مليمتر في العام. ويمارس فيها الرعي وفلاحة المحاصيل المقاومة للجفاف مثل الدخن.
3. الأراضي الساحلية: وتقع محازية للشريط الساحلي على البحر الأحمر وتقدر مساحتها بحوالي 68 كيلومتر مربع. وتتكون من سهول وسلسلة تلال وتسودها الأمطار الشتوية وتستغل في رعي المواشي.
4. أراضي القوز: وهي الأرضي التي تنتشر فيها الكثبان الرملية وتقدر مساحتها الكلية بحوالي 240 ألف كيلو متر مربع، ويشمل نشاطها الاقتصادي رعي الحيوان والزراعة المطرية والمختلطة.
5. السهول الطينية الوسطى: وتبلغ مساحتها الكلية بحوالي 119.500 كيلومتر مربع. وتتميز بتربتها الطينية المتشققة وتعتبر من أهم دعامات الإنتاج الزراعي في السودان، حيث تمارس فيها الزراعة المروية والزاعة المطرية وتربية الحيوان.
6. السهول الطينية الجنوبية: وتمتد في مساحة تقدر بحوالي 247 ألف كيلومتر. ومعظم الأراضي فيها معرضة للغمر بمياه فيضان النيل وتنتشر فيها الغابات. وتمارس فيها الزراعة المروية والزرعة المطرية والرعي.
7. الأراضي الجنوبية الشرقية: تقدر بحوالي 104.500 كيلو متر مربع. تتكون من الجبال والتلال والسهول والمستنقعات. تترواح الأمطار فيها بين 600 و 1500 ملم سنوياً. يزرع فيها البن والشاي والفاكهة والغابات، كما تستخدم في رعي الحيوان.
8. الأراضي الجبلية وتضم:
  1. أراضي جبل مرة التي تقع على اتفاع 1000 متر فوق سطح البحر وتقدر مساحتها بحوالي 29 ألف كيلومتر مربع. وتترواح كمية الأمطار فيها بين 600 و 1000 مليمتر سنوياً. ويسودها مناخ البحر الأبيض المتوسط الذي يتميز بشتاء بارد ممطر مما يجعلها تصلح لزراعة محاصيل لا تصلح زراعتها في مناطق السودان الأخرى مثل الفراولة والتفاح، كما تمارس فيها الرعي والزراعة الآلية على نطاق ضيق وكذلك زراعة الغابات.
  2. أراضي جبال النوبة: وتتكون من عدة تلال متقطعة منحدرة تتوسط أراض سهلية طينية وتقدر مساحتها بحوالي 65 ألف كيلومتر مربع. وتصلح للإنتاج الزراعي الآلي والرعي.[6]

## المحاصيل الزراعية

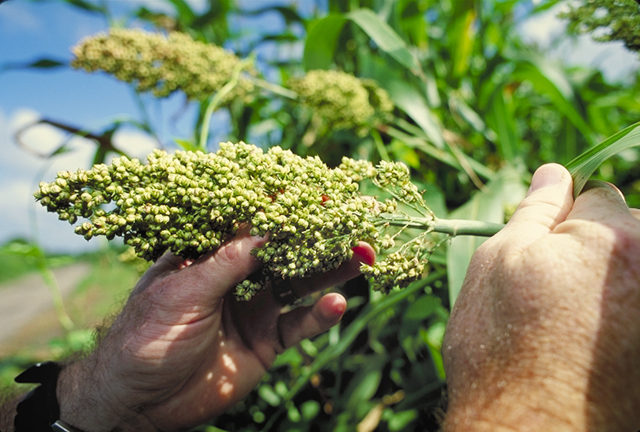
الذرة الرفيعة سورغم

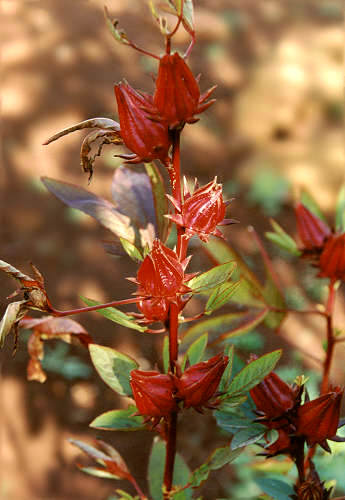
الكركركدي من المنتوجات السودانية

المحاصيل النقدية التي تزرع في الأراضي المروية بواسطة ريّ الأنهار والأمطار تشمل القطن، ويبلغ متوسط إنتاجه السنوي 172,000 طن تقريباً، السمسم (318,000 طن)، وقصب السكر (5,950,000 طن)، والبن، والتبغ، واللوبيا وغيرها.

ثمرة مانجو غير ناضجة في إحدى غابات ولاية كسلا.

ترتيب السودان في خارطة الإنتاج العالمي لبعض المحاصيل والمنتوجات الزراعية (2010 م).
| المحصول                    | الإنتاج بالطن المتري | الترتيب العالمي |
| -------------------------- | -------------------- | --------------- |
| لحم الإبل                  | 50600                | 1               |
| قصب السكر                  | 672800               | 1               |
| ألبان الأبقار الطازجة      | 5373000              | 2               |
| الذرة البيضاء -سورغم-      | 263000               | 3               |
| ألبان الماعز الطازجة       | 1512000              | 4               |
| البصل المجفف               | 1116000              | 5               |
| الفول السوداني غير المقشور | 762500               | 6               |
| الموز                      | 684000               | 7               |
| المانجو والجوافة           | 624600               | 8               |
| ألبان الضأن الطازجة        | 527000               | 9               |
| خضروات متنوعة              | 525000               | 10              |
| طماطم                      | 504000               | 11              |
| فواكه متنوعة               | 480000               | 12              |
| الدخن                      | 471000               | 13              |
| التمور                     | 431000               | 14              |
| القمح                      | 403000               | 15              |
| لحوم الضأن المحلية         | 344402               | 16              |
| لحوم الأبقار المحلية       | 337327               | 17              |
| البطيخ                     | 320000               | 18              |
| البطاطا                    | 315                  | 19              |
| البامية                    | 265000               | 20              |

كما ينتج السودان محاصيل زراعية أخرى مثل الباذنجان (76800 طن متري) والليمون (228000) وبذور زهرة الشمس ( 247000)
وبذور زيت الخروع (1000 طن متري) وبازلاء جافة والصمغ العربي، والفلفل الحار، والقرع والقرع كوسا، والملوخية، والكركدي، والصوف والوبر والفاصولياء والبقول، والشعير، والصمغ العربي، والذرة والبابايا والكركديه والأرز، والحمضيات.

## معرض الصور

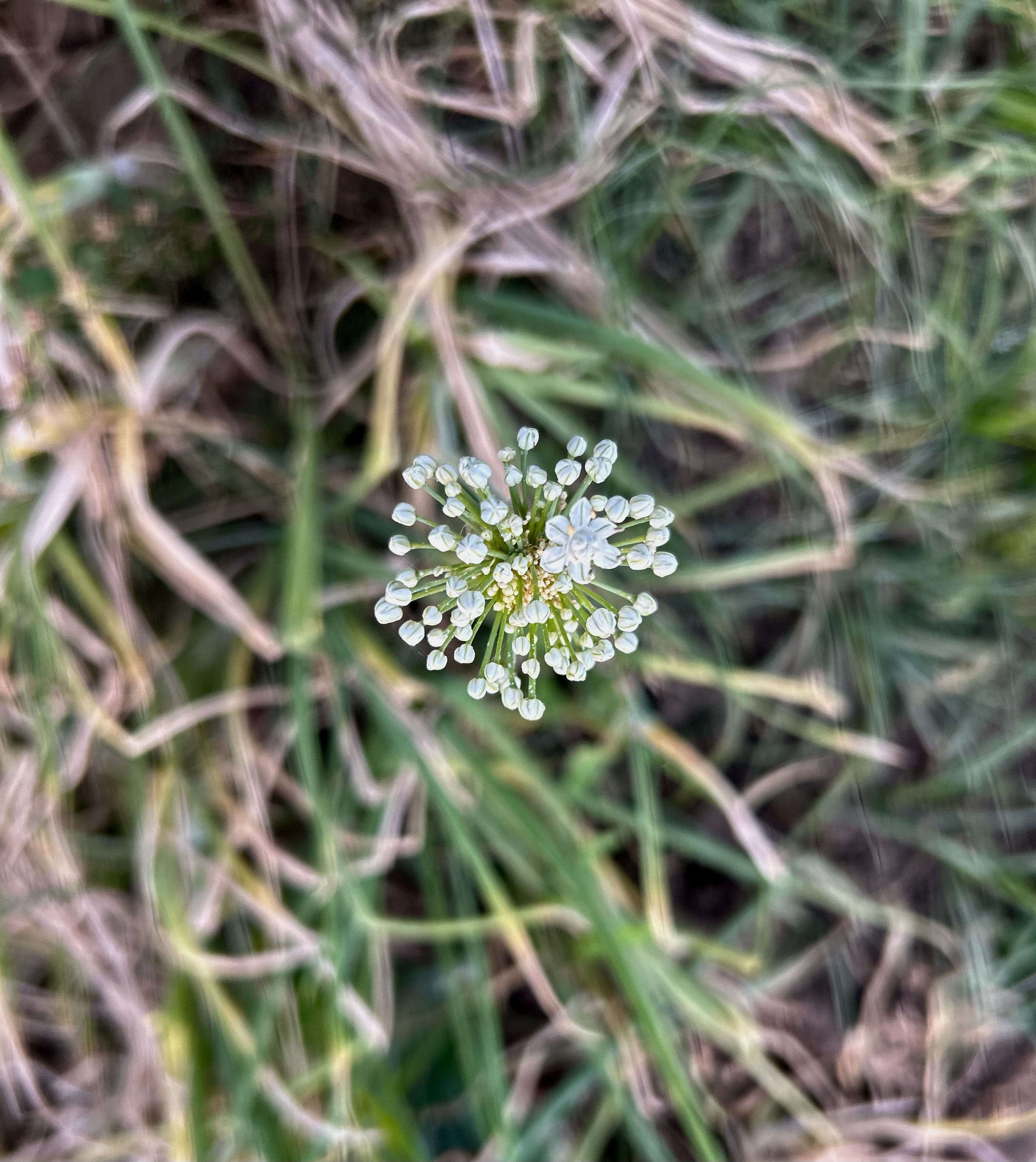
زهرة البصل السوداني
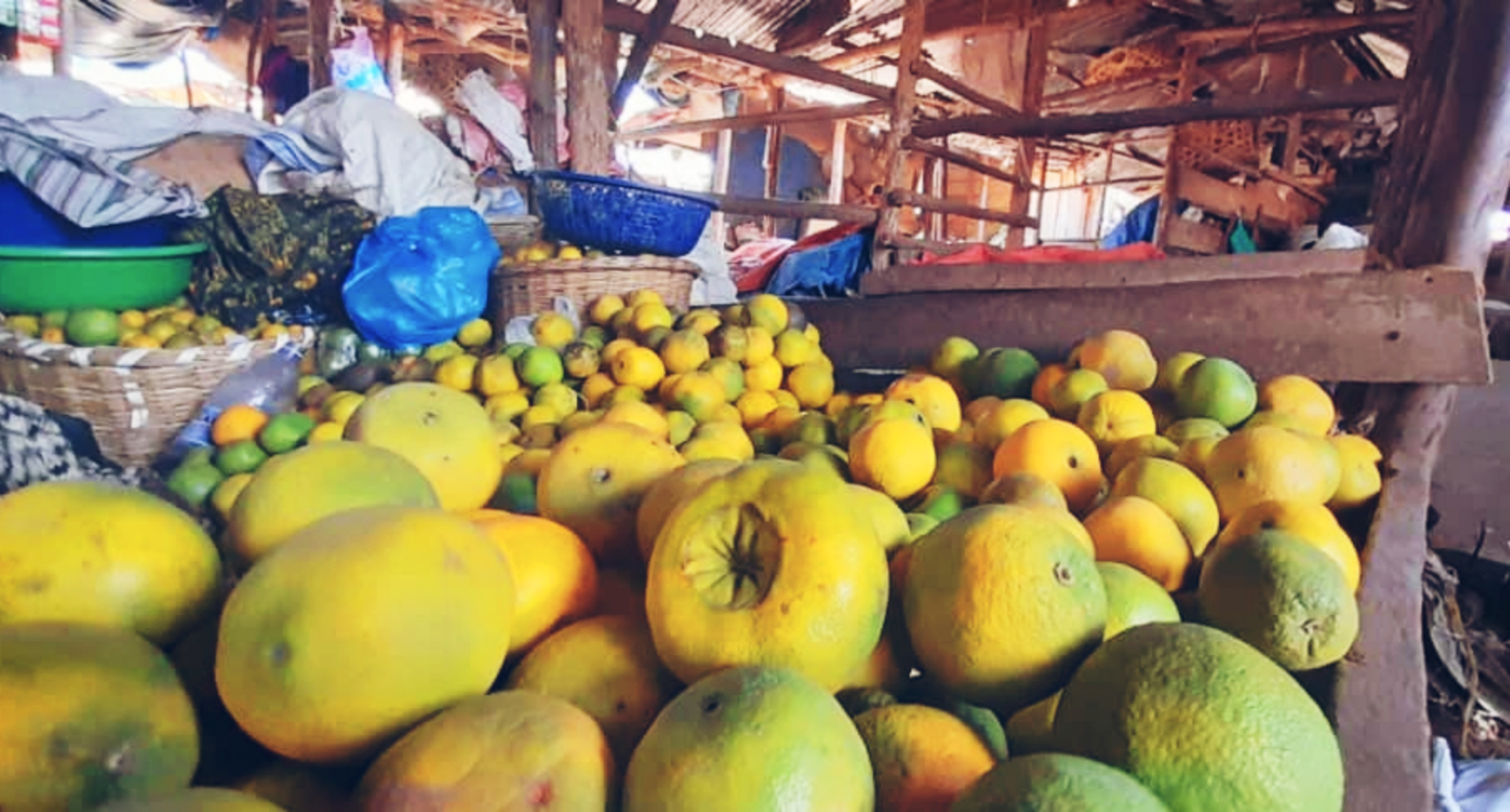
البرتقال السوداني
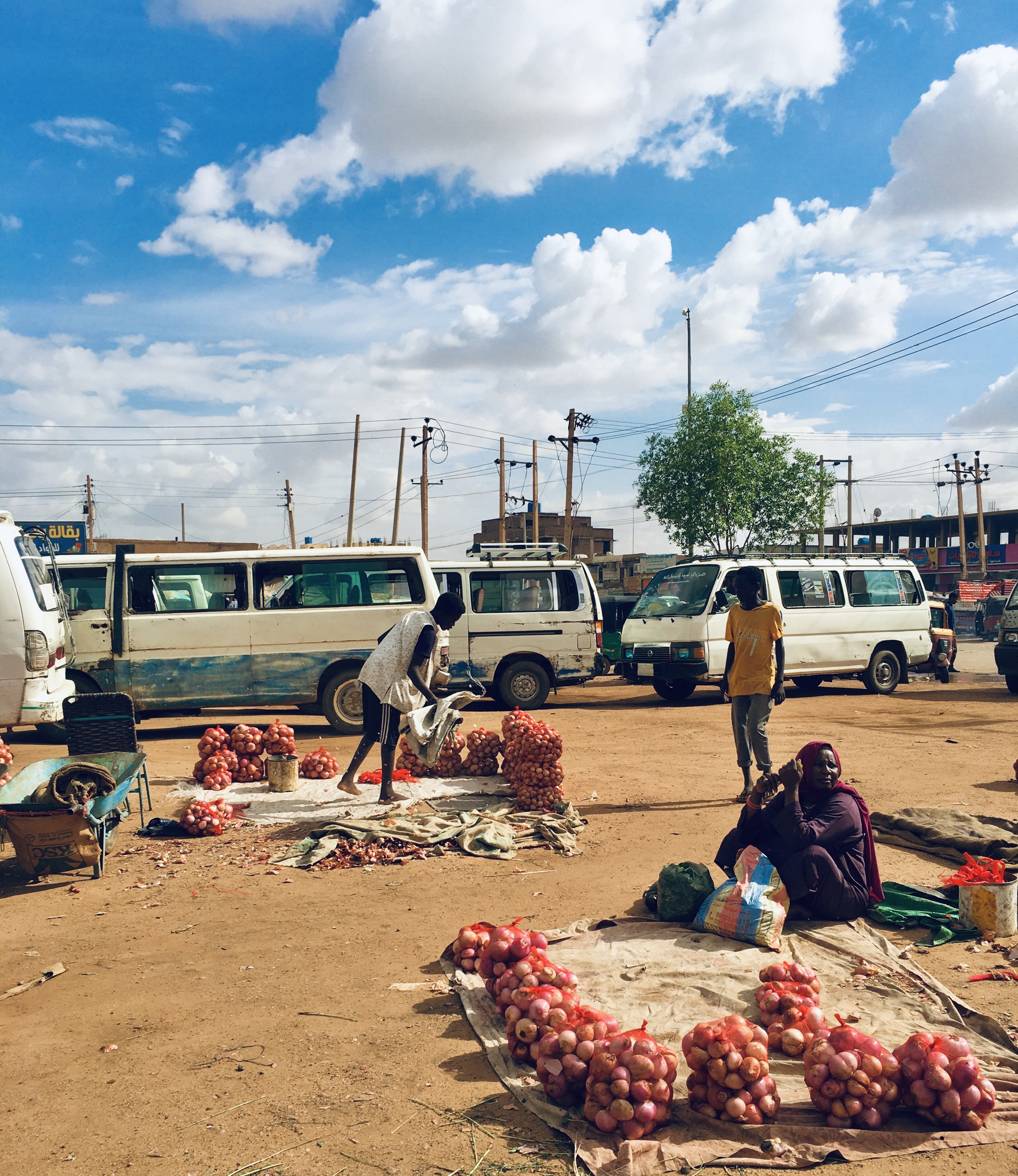
البصل السوداني
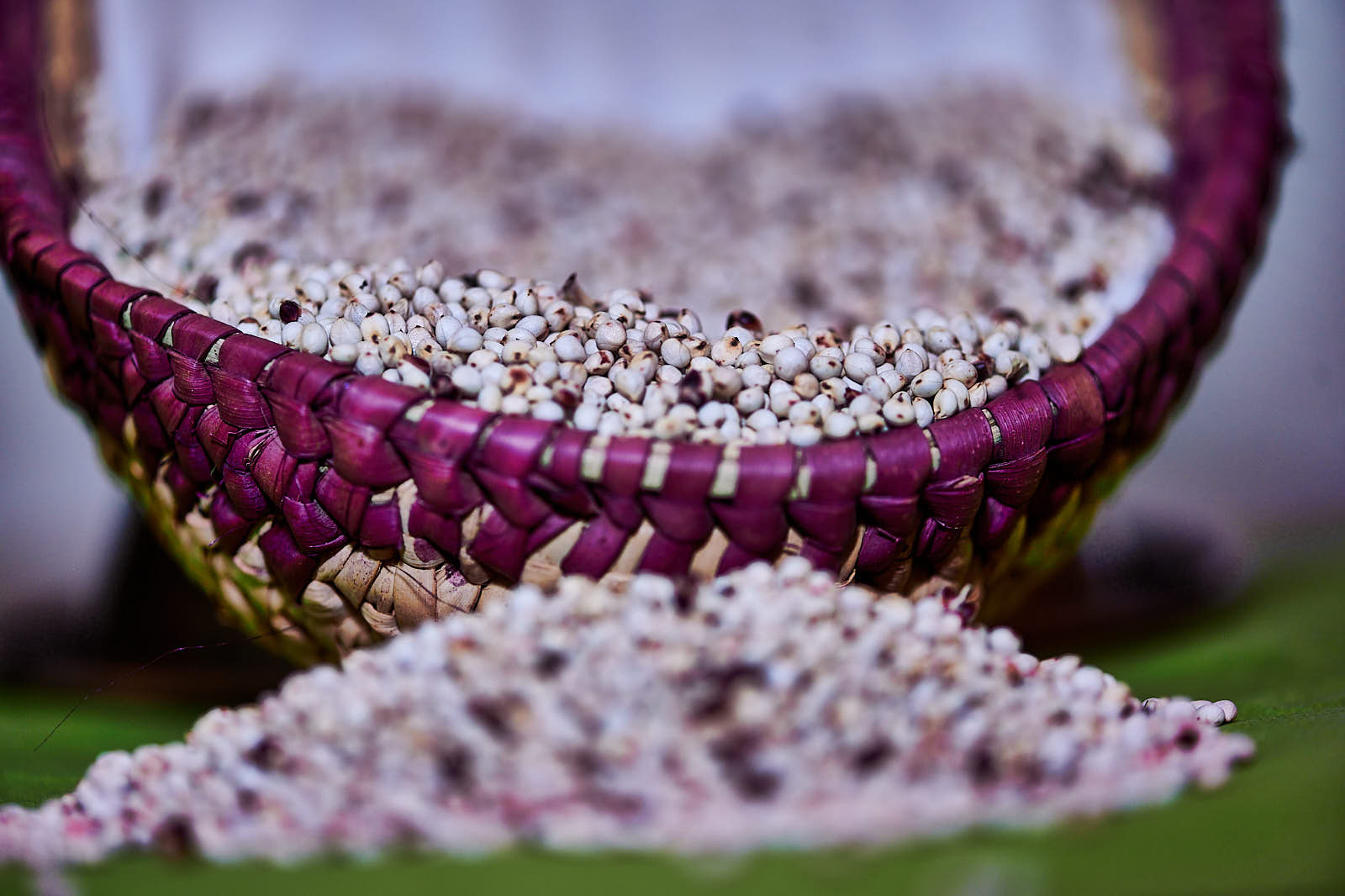
بذور الذرة الرفيعة
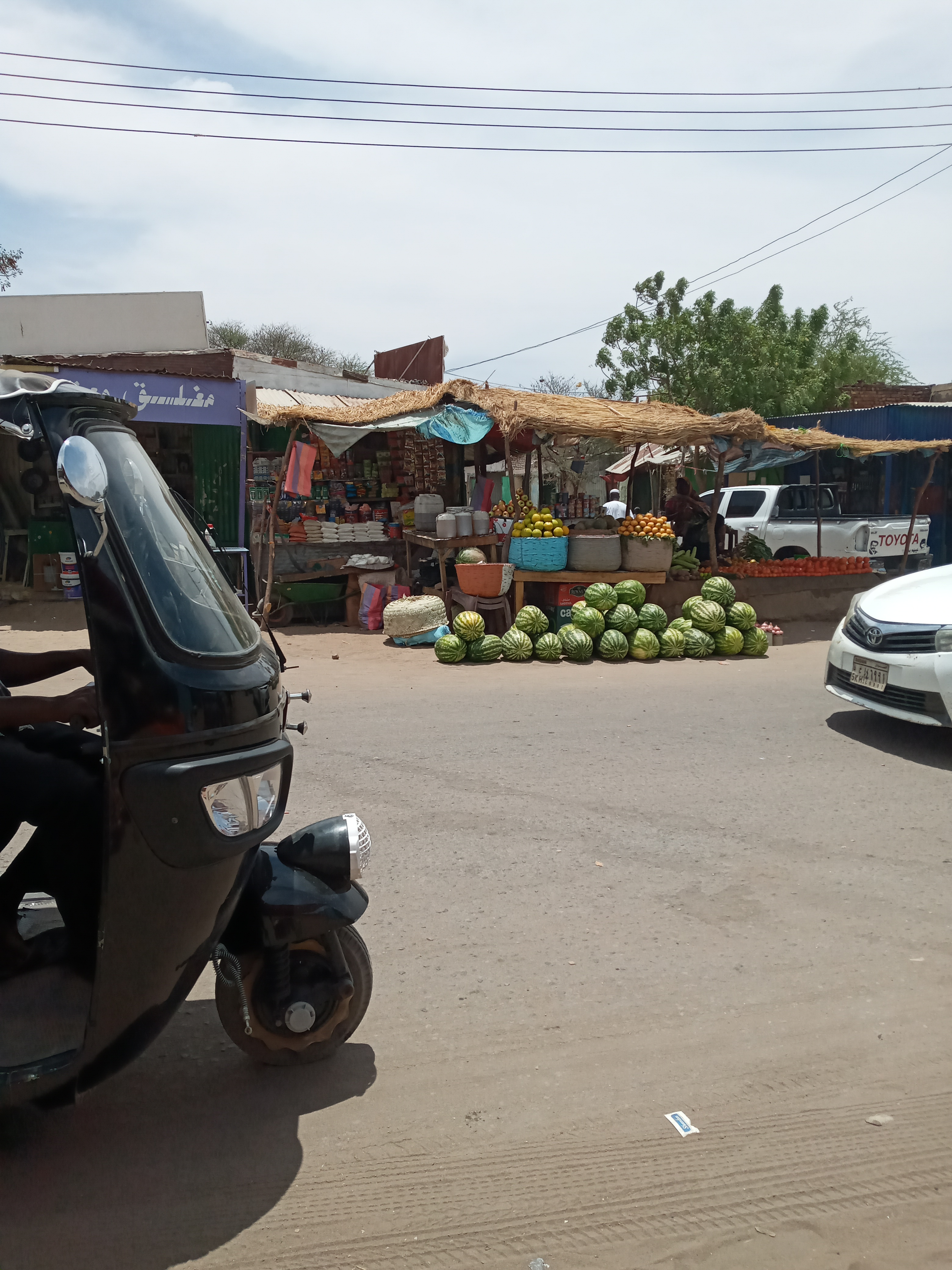
البطيخ السوداني
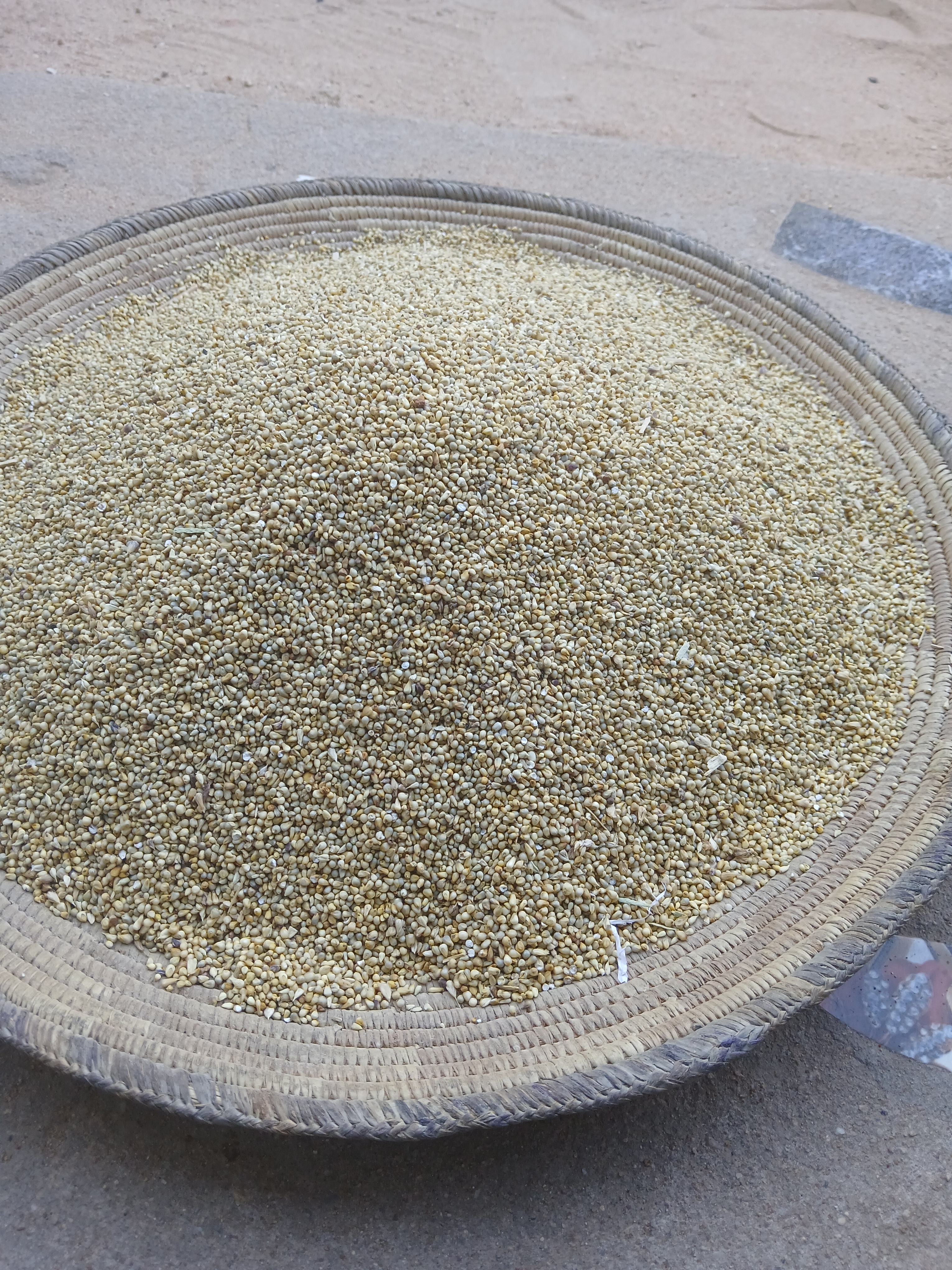
الدخن السوداني
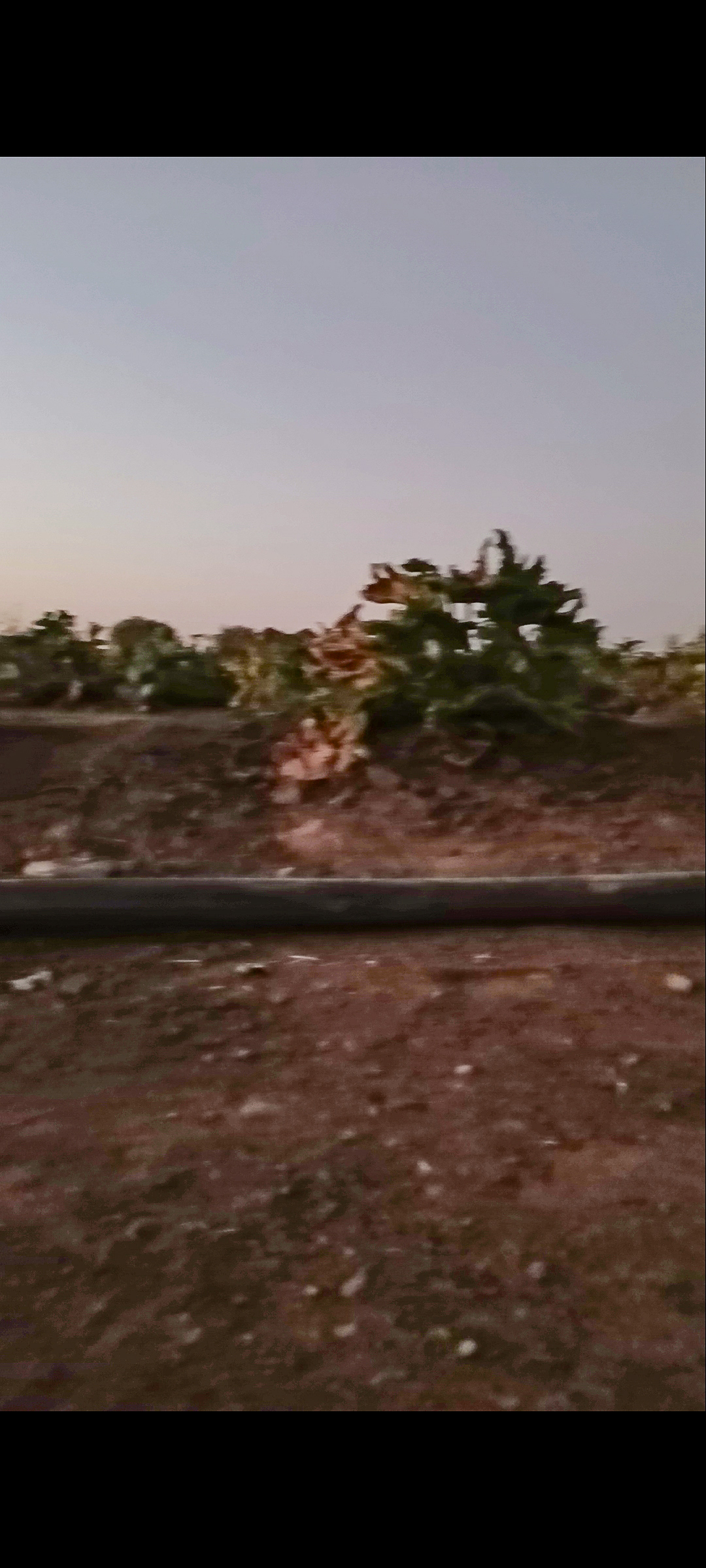
الزراعة المروية
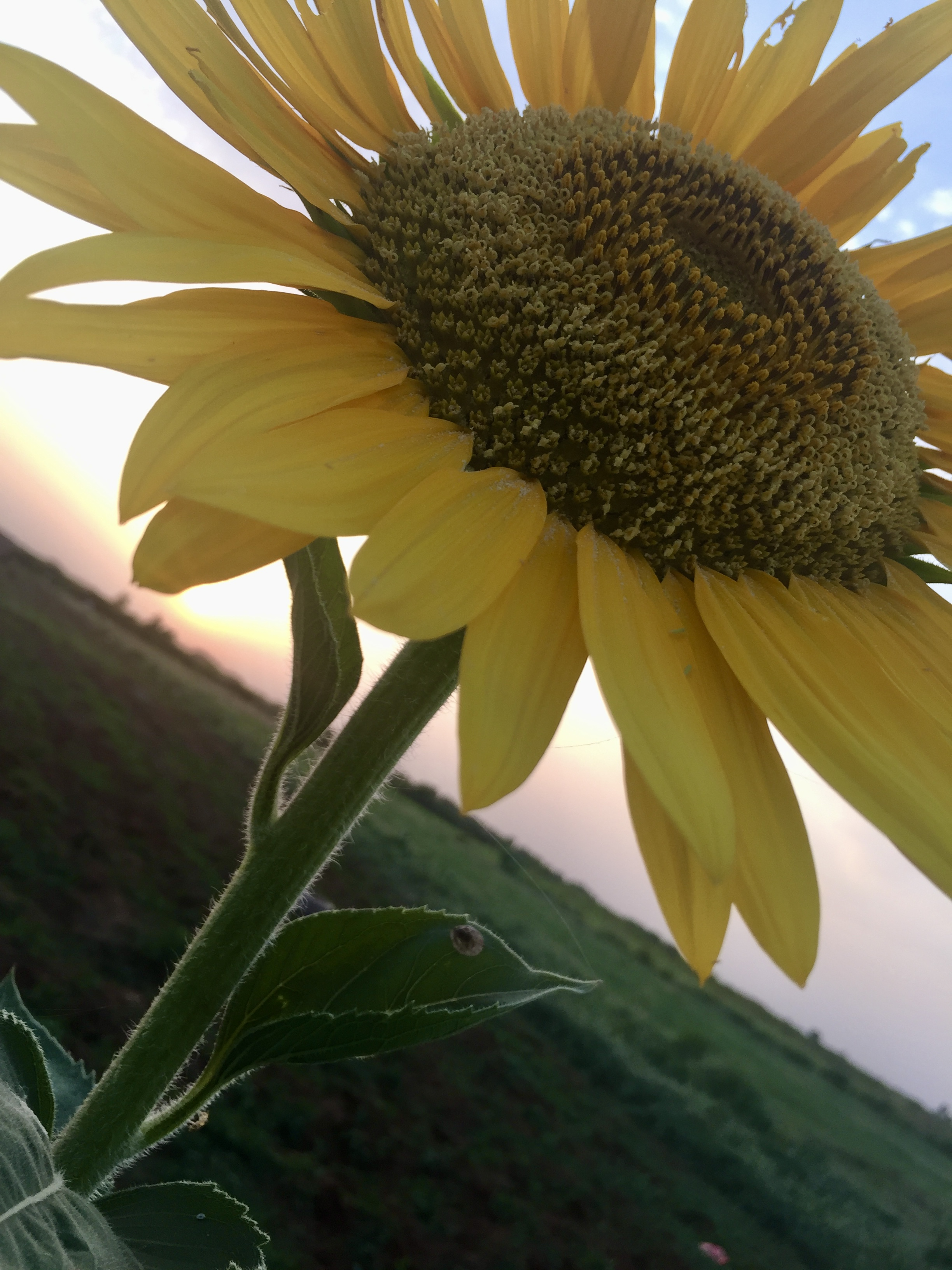
زهرة الشمس في السودان
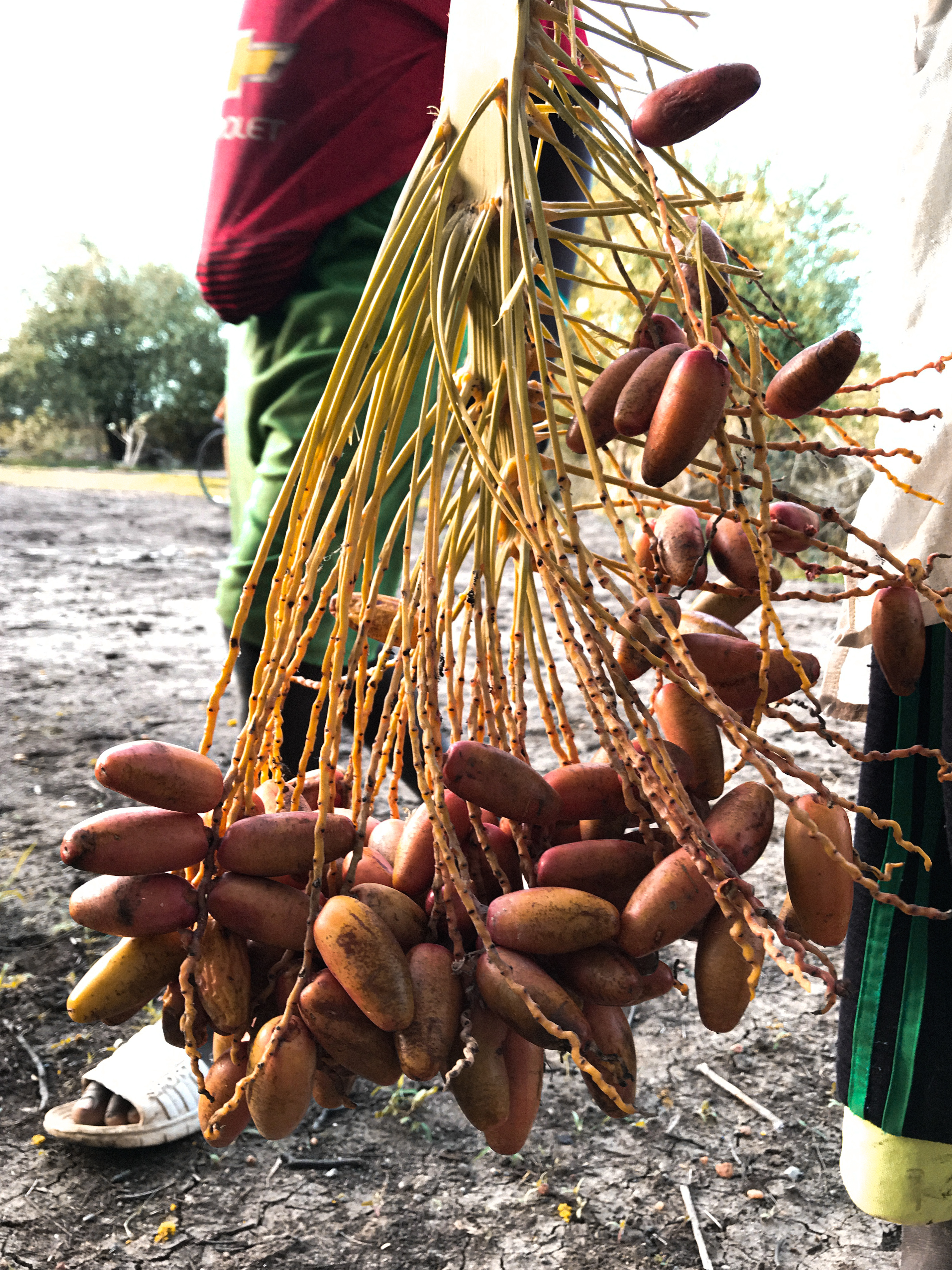
تمور السودان
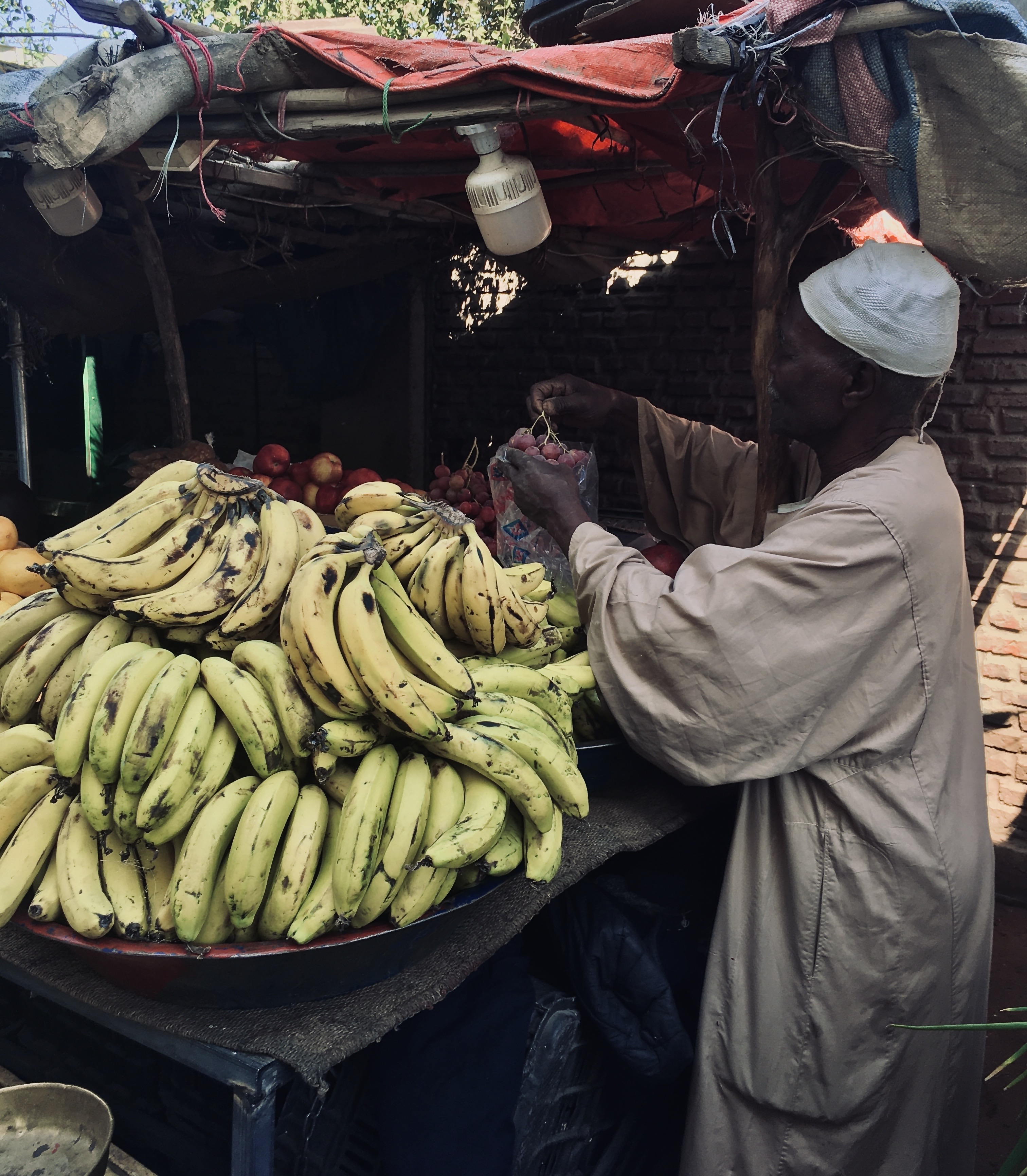
الموز السوداني
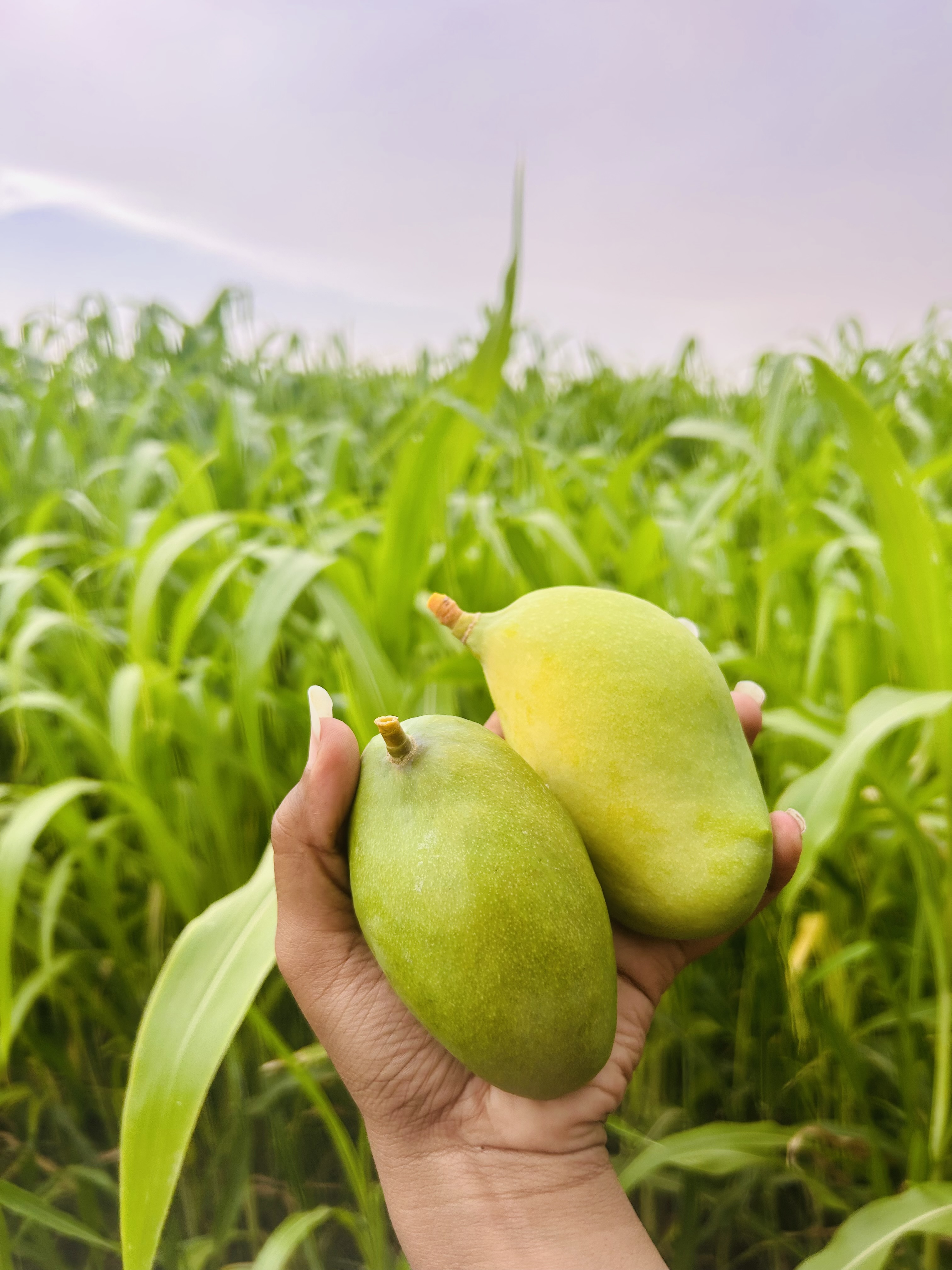
مانغو السودان
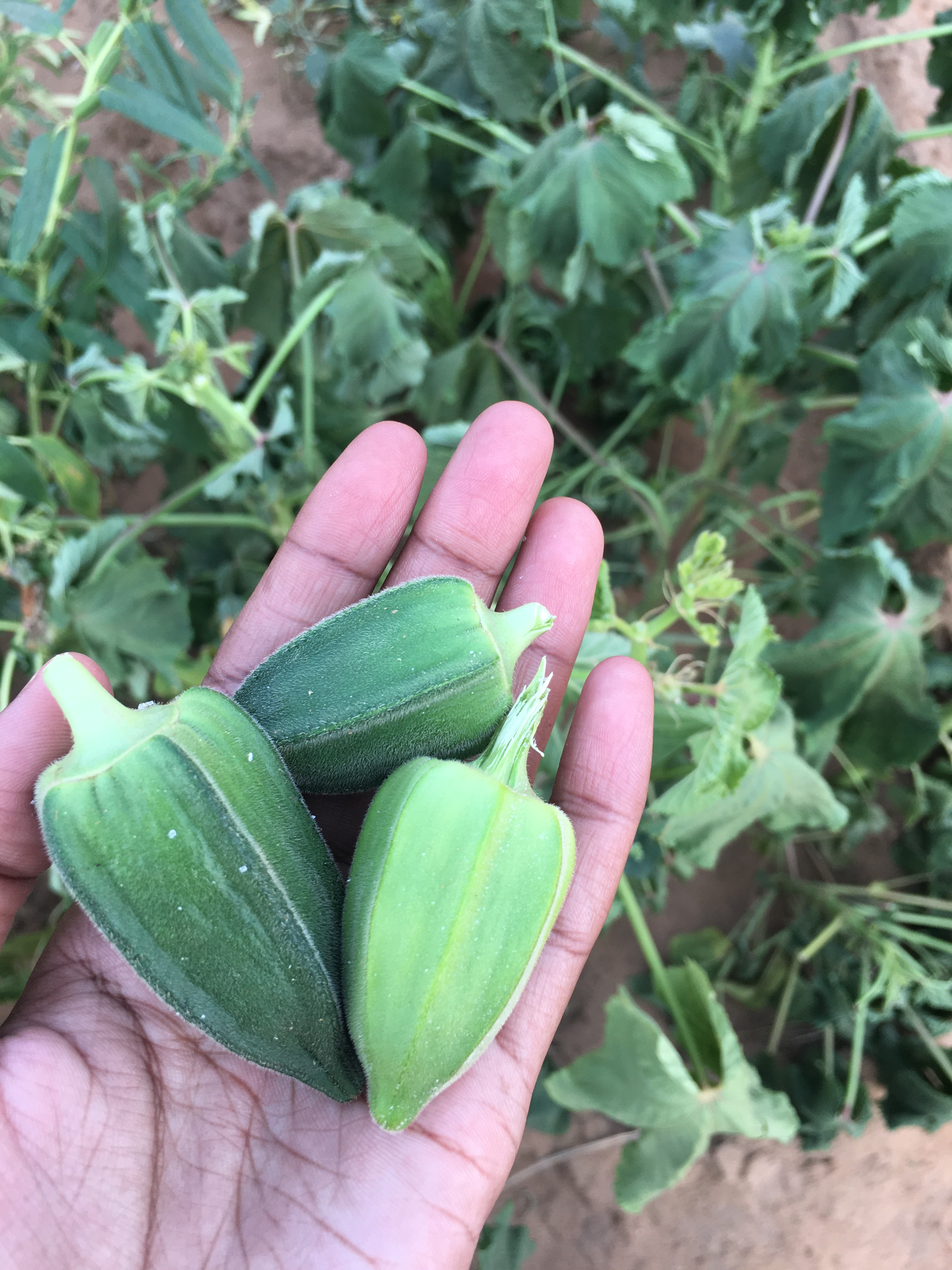
موسم البامية في السودان